# Paul Biegel
Paul Biegel (Bussum, 25 de marzo de 1925 – Laren, 21 de octubre de 2006) fue un escritor neerlandés de literatura infantil.

## Biografía
Paul Biegel nació en Bussum in 1925. Su padre, Hermann Biegel, era de ascendencia alemana, y poseía una tienda de materiales de construcción. Tuvo con su esposa Madeleine Povel-Guillot nueve hijos, seis chicas y tres chicos, de los cuales el más joven fue Paul. No fue un lector muy prolífico en la infancia, prefiriendo jugar en la calle. Sus libros favoritos entonces eran los cuentos de los hermanos Grimm y las obras de Julio Verne. Estudió en la escuela primaria de Bussum y en Ámsterdam, graduándose en 1945.
Su primera historia, De ontevreden kabouter (El gnomo infeliz), escrita a los 14 fue publicada en un periódico. Quiso ser pianista, pero desistió al considerar que le faltaba talento. Tras la Segunda Guerra Mundial, se trasladó por un año a Estados Unidos, donde trabajó para la publicación The Knickerbocker Weekly. A su vuelta trabajo como editor para diversas revistas holandesas. También comenzó estudios de derecho, sólo para dejarlos en 1953. Escribió varias tiras cómicas para algunos diarios. La más importante de las cuales fue Minter and Hinter, que duró 579 episodios. En 1959, comenzó a trabajar en el estudio del autor de cómics Marten Toonder como guionista para la serie Kappie. 
Su primer libro, De gouden gitaar, no apareció hasta 1962. Se convirtió en uno de los más importantes escritores neerlandeses para niños al recibir el premio Gouden Griffel en 1965. Escribió y publicó en los Países Bajos más de 50 libros, siendo muchos de ellos traducidos al inglés, francés, japonés, turco, griego y español entre otros. 
Paul Biegel vivió en Ámsterdam. Se casó con Marijke Sträter en 1960, con quien tuvo una hija, Leonie, en 1963, y en 1964 un hijo, Arthur, que se suicidó a los 28. El suyo fue un matrimonio fallido, y sólo admitió su homosexualidad a una edad avanzada. Falleció en 2006.

### Traducciones al español
- ISBN 978-84-279-3239-5 ISBN 84-279-3239-1 La princesa pelirroja (1999) Noguer; traducción de Miguel Wandenberg
- ISBN 978-84-348-6558-7 ISBN 84-348-6558-0 Vienen por la noche (2003) SM; traducción de Nadine Beliën e ilustraciones de Manu Ortega
- ISBN 978-84-279-0090-5      El pequeño capitán (2009) Noguer Ediciones; traducción de Giovanni Mion
- ISBN 978-84-204-3685-2 ISBN 84-204-3685-2 El bandolero Hupsika (1993) Alfaguara; traducción de Jésus Rojo
- ISBN 978-84-204-4668-4 ISBN 84-204-4668-8 En busca de una tarta 1993) Alfaguara; traducción de Julio Yáñez
- ISBN 978-84-204-3612-8 ISBN 84-204-3612-7 Los doce bandoleros (1986) Alfaguara; traducción de Jésus Rojo
- ISBN 978-84-204-3684-5 ISBN 84-204-3684-4 La maldición de Monteoscuro (1986) Alfaguara; traducción de Jésus Rojo
- ISBN 978-84-279-3248-7 ISBN 84-279-3248-0 El país de las siete torres (1996) Noguer; traducción de Giovanni Mion
- ISBN 978-84-320-6161-5 ISBN 84-320-6161-1 El pequeño capitán (1981) Planeta; traducción de Giovanni Mion
- ISBN 978-84-320-6166-0 ISBN 84-320-6166-2 El pequeño capitán en el país de las siete torres (1982) Planeta; traducción de Giovanni Mion
- ISBN 978-84-320-6168-4 ISBN 84-320-6168-9 El pequeño capitán y el tesoro del pirata (1982) Planeta; traducción de Giovanni Mion
- ISBN 978-84-204-4615-8 ISBN 84-204-4615-7 La planta de las llaves (1993) Alfaguara; traducción de Alberto Villalba
- ISBN 978-84-204-3650-0 ISBN 84-204-3650-X Yiri (1986) Alfaguara; traducción de Jésus Rojo
- ISBN 978-84-348-5696-7 ISBN 84-348-5696-4 La puerta de marfil; en: Dedos en la nuca (2000) SM; traducción de Nadine Beliën
- ISBN 978-84-279-0111-7      La princesa pelirroja (2010) Noguer; traducción de Miguel Wandenberg
- ISBN 978-98-737-9357-8      Los jardines de Árida (2016) Adriana Hidalgo, Buenos Aires; traducción de Diego Puls